# Clausenborg
Clausenborg var en skans vid Krokstrand i Skee socken vid Idefjorden uppförd av Grenadjärbataljonen år 1717. Den uppkallades sannolikt efter bataljonens dåvarande chef, Johan Clausen.
Denna skans bestod av ett naturligt, skyddande klippöverhäng (en hiller), som kompletterades med en jordvall i vilka stormpålar och dubbla palissader av trä stacks ned.
I skansens närområde uppfördes även fjorton vakttorn, vilka liksom Clausenborg finns utmärkta på kartor från 1718.
Skansens nuvarande läge är i stenbrottet Hillern vid Krokstrand.